# Vse je krasno
Vse je krasno je dvanajsti glasbeni album slovenskega kantavtorja Adija Smolarja, izdan pri založbi Nika Records leta 2004 v obliki CD-ja.

## Seznam pesmi
Vse pesmi je napisal in uglasbil Adi Smolar.
| Št.             | Naslov                    | Dolžina |
| --------------- | ------------------------- | ------- |
| 1.              | „Vse je krasno‟           | 3:48    |
| 2.              | „SPS‟                     | 4:14    |
| 3.              | „Prostitutka‟             | 4:12    |
| 4.              | „Lakota‟                  | 3:51    |
| 5.              | „Iluzije‟                 | 4:09    |
| 6.              | „Preprosta ljubezen‟      | 4:42    |
| 7.              | „Težko je priznat‟        | 4:28    |
| 8.              | „Stara čustva, dajte mir‟ | 5:00    |
| 9.              | „Prizori za zavesami‟     | 4:15    |
| 10.             | „Malo manj boli‟          | 3:52    |
| 11.             | „Pesem o rolici papirja‟  | 5:11    |
| 12.             | „Gremo v ilegalo‟         | 3:15    |
| 13.             | „Marš‟                    | 2:01    |
| Skupna dolžina: | Skupna dolžina:           | 53:06   |

## Zasedba
- Adi Smolar — vokal, kitara